# 第1装甲擲弾兵旅団 (ドイツ連邦陸軍)
第1装甲擲弾兵旅団（だい1そうこうてきだんへいりょだん、ドイツ語：Panzergrenadierbrigade 1）は、ドイツ連邦陸軍の旅団の一つ。第1装甲師団の隷下にあって、旅団司令部をハノーファーなどに置いていた。旅団部隊はその多くの期間をゾルリンク、リューネブルガーハイデ、ハルツ山地およびヴェーザー川一帯にて駐屯していた。

## 歴史

### 第1次編制
1958年にヒルデスハイムにてB1戦闘群として編成される。編成時はハノーファーの第1擲弾兵大隊と第21擲弾兵大隊、ヘクスターの第12装甲擲弾兵大隊を隷下におさめていた。1961年に第21装甲擲弾兵大隊はオステローデ・アム・ハルツに移駐する。1959年、陸軍第2次編制期に入りB1戦闘群は第1装甲擲弾兵旅団に改編され、第1装甲師団隷下となる。第14戦車大隊は1959年に編成され1991年の解隊まで旅団隷下に留まった。

### 第2次編制
陸軍第2次編制期には旅団隷下部隊は以下のようになる。
- 第1擲弾兵大隊（1959年から第1装甲擲弾兵大隊、1966から第11装甲擲弾兵大隊 (M113装甲兵員輸送車を装備) 、1972年から第11装甲擲弾兵大隊 (歩兵戦闘車を装備) ）
- 第21擲弾兵大隊
- 第12装甲擲弾兵大隊
- 第14戦車大隊
- 第15砲兵大隊（1967年から第15装甲砲兵大隊）
- 第10偵察中隊
- 第10駆逐戦車中隊
- 第10装甲工兵中隊
- 第10防空中隊
- 第10整備中隊
- 第16補給中隊

### 第3および第4次編制
陸軍第4次編制では、1981年から以下のようになる。
- 第11混成装甲擲弾兵大隊　在ヒルデスハイム（1981年にヒルデスハイムに移駐）
- 第12装甲擲弾兵大隊　在オステローデ・アム・ハルツ（1958年7月1日にオステローデ・アム・ハルツに移駐）
- 第13装甲擲弾兵大隊　在ヴェセンドルフ（1980年10月1日に第11装甲擲弾兵大隊を母体に編成）
- 第14戦車大隊　在ヒルデスハイム＝シュトイアーヴァルト
- 第15装甲砲兵大隊　在シュタットオルデンドルフ（第15砲兵大隊を母体に編成）
- 第10駆逐戦車中隊　在ヒルデスハイム
- 第10補給中隊　在ヒルデスハイム
- 第10整備中隊　在ヒルデスハイム
- 第10装甲工兵中隊　在ホルツミンデン

### 第5次編制
陸軍第5次編制にて1994年に第10補給中隊が解隊され、旅団隷下部隊は以下のようになる。
- 旅団司令部中隊　在ヒルデスハイム
- 第12装甲擲弾兵大隊　在オステローデ
- 第332装甲擲弾兵大隊　在ヴェセンドルフ（1996年1月1日以降）
- 第15装甲砲兵大隊　在シュタットオルデンドルフ
- 第24戦車大隊　在ブラウンシュバイク

2003年に第425戦車大隊、第421装甲擲弾兵大隊、第803装甲工兵大隊および第141後方支援大隊が「将来の陸軍」に基づいて旅団隷下部隊として再編成される。これに代替として第12装甲擲弾兵大隊、第24戦車大隊および第10装甲工兵中隊が解隊される。第15装甲工兵大体については非現役化される。
- 第10装甲工兵大隊　在ホルツミンデン（2003年8月31日に解隊）
- 第33戦車大隊　在ノイシュタット・アム・リューベンベルゲ（2002年1月1日以降）
- 第421装甲擲弾兵大隊　在ブランデンブルク（2003年1月1日以降）
- 第425装甲擲弾兵大隊　在レーニッツ（2003年1月1日以降）
- 第803装甲工兵大隊　在ハーフェルベルク（2007年1月1日以降）
- 第141後方支援大隊（2003年7月1日以降）

2007年12月31日に旅団は解隊される。2007年9月4日にヒルデスハイムにて任務解除点呼を実施する。第10野戦予備中隊は旅団と共に解隊され、最終隷下部隊のうち第141後方支援大隊および第33戦車大隊は第9装甲教導旅団へ配転される。第421装甲擲弾兵大隊は解隊され、第803装甲工兵大隊および第141装甲擲弾兵大隊は第41装甲擲弾兵旅団に配転される。

## 歴代旅団長
| 代 | 氏名 | 着任           | 離任           |
| -- | --- | -------------- | -------------- |
| 1  | ハンス＝ハインツ・フィッシャー陸軍大佐 Hans-Heinz Fischer                                                      | 1958年4月1日   | 1959年10月31日 |
| 2  | ハンス＝ゲオルク・テンペルホーフ陸軍准将 Hans-Georg Tempelhoff                                                 | 1959年11月1日  | 1962年9月30日  |
| 3  | ハインツ＝ヘルムート・ヒンケルダイ陸軍准将 Heinz-Helmut Hinckeldey                                             | 1962年10月1日  | 1963年10月14日 |
| 4  | アイケ・ミッドルドフ陸軍准将 Eicke Middeldorf                                                                  | 1963年10月15日 | 1966年9月30日  |
| 5  | カール＝ゲロ・フォン・イルゼンマン陸軍准将 Carl-Gero von Ilsemann                                              | 1966年10月1日  | 1969年12月31日 |
| 6  | ヨハネス・ポッペル陸軍准将 de:Johannes Poeppel                                                                 | 1969年1月1日   | 1973年3月31日  |
| 7  | ヴァルター・ホフマン陸軍大佐 Walter Hoffmann                                                                   | 1973年4月1日   | 1977年9月30日  |
| 8  | デトレフ・アーレン陸軍准将 Detlef Ahrens                                                                       | 1977年10月1日  | 1982年3月26日  |
| 9  | ヨハン・アドルフ・グラーフ（伯爵）・フォン・キールマンゼグ・ユン陸軍准将 Johann Adolf Graf von Kielmansegg jun | 1982年3月26日  | 1984年3月31日  |
| 10 | イシュトヴァーン・クザボート陸軍大佐 Istvan Csoboth                                                            | 1984年4月1日   | 1987年9月30日  |
| 11 | ハンス＝テオドール・ディングラー陸軍大佐 Hans-Theodor Dingler                                                  | 1987年10月1日  | 1989年12月     |
| 12 | マンフレート・ディートリッヒ陸軍大佐 Manfred Dietrich                                                          | 1989年12月     | 1991年9月30日  |
| 13 | ユルゲン・ルーヴェ陸軍大佐 de:Jürgen Ruwe                                                                      | 1991年10月1日  | 1994年12月31日 |
| 14 | ディルク・ウーティンク陸軍准将 Dirk Oetting                                                                    | 1995年1月1日   | 1999年3月26日  |
| 15 | ディーター・スコウドスキ陸軍准将 Dieter Skodowski                                                              | 1999年3月27日  | 2003年3月26日  |
| 16 | エルンスト＝オットー・ベルク陸軍大佐 de:Ernst-Otto Berk                                                        | 2003年3月27日  | 2006年4月13日  |